# Schistoglossa curtipennis
Schistoglossa curtipennis – gatunek chrząszcza z rodziny kusakowatych i podrodziny rydzenic. Zamieszkuje Europę.

## Taksonomia
Gatunek ten opisany został po raz pierwszy w 1869 roku przez Davida Sharpa pod nazwą Homalota curtipennis.

## Morfologia
Chrząszcz o wydłużonym ciele długości od 1,7 do 2,3 mm. Głowa jest smoliście czarna, o skroniach w widoku grzbietowym prawie dwukrotnie dłuższych niż oczy. Czułki są rude, o przedostatnim członie wyraźnie poprzecznym, półtorakrotnie szerszym niż dłuższym. Przedplecze jest ciemnobrązowe, lekko poprzeczne. Punktowanie jego powierzchni jest bardzo drobne i średnio gęste. Owłosienie na przedpleczu zwraca się ku tyłowi pod mniejszym lub większym ukosem. Pokrywy są ciemnobrązowe, bardzo drobno i przeciętnie gęsto punktowane, porośnięte włoskami zwróconymi prosto ku tyłowi. Mierzone w barkach są tak szerokie jak przedplecze, a mierzone wzdłuż szwu krótsze od niego. Kolor odnóży jest rudy. Smoliście czarny odwłok ma punktowanie mniej gęste niż u S. viduata. Na piątym tergicie punkty mają postać rozproszonych, drobnych nakłuć. Edeagus jest dwukrotnie większy niż u bardzo podobnej S. benicki.

## Ekologia i występowanie
Owad znajdywany m.in. pod napływkami.
Gatunek palearktyczny, europejski, znany z Wielkiej Brytanii, Francji, Niemiec, Austrii, Włoch, Danii, Szwecji, Norwegii, Finlandii, Estonii, Litwy, Polski, Czech i europejskiej części Rosji.
W Polsce stwierdzono go na pojedynczych stanowiskach w Sudetach, na Górnym Śląsku, w Ojcowskim Parku Narodowym i na Pobrzeżu Bałtyku. Na „Czerwonej liście gatunków zagrożonych Republiki Czeskiej” umieszczony jest jako gatunek krytycznie zagrożony wymarciem (CR).